# Parisii (Brittannië)
De Parisii waren een Keltische stam die verbleef rond het huidige Kingston upon Hull, (Groot-Brittannië). De stam wordt het best beschreven in de Geographia van Claudius Ptolemaeus uit de tweede eeuw na Chr. De belangrijkste vestiging was Petvaria (Brough on Humber). 
Opmerkelijk zijn de graven van de Parisii. Hoewel soms zwaarden of strijdwagens werden meegegeven als grafgift, was dit niet de gewoonte bij de Parisii. De specifieke vorm van enkele van de graven met vierkante aarden wallen is voor Groot-Brittannië tamelijk uniek, maar toont wel overeenkomsten met gebruiken van Gallische stammen uit het gebied van de Seine.